# Asturias (Albéniz)
Asturias (Leyenda) è una composizione per pianoforte di Isaac Albéniz.

## Storia
Asturias nasce nei primi anni 1890, all'epoca del soggiorno londinese di Albéniz. A dispetto del nome, non vi è relazione con la tradizione musicale delle Asturie: oltre a richiamare piuttosto il flamenco andaluso, inizialmente il brano non viene affatto pubblicato sotto questo titolo. Nel darlo alle stampe da Pujol a Barcellona nel 1892, Albéniz lo concepisce come preludio della raccolta Cantos de España. Soltanto in seguito esso diverrà il quinto movimento della Suite española, pubblicato dopo la morte di Albéniz con il titolo attuale e il sottotitolo Leyenda (1911).

## Struttura e carattere
Improntata al virtuosismo pianistico di Albéniz (di derivazione lisztiana) e alle forme della scuola nazionale spagnola, Asturias inizia con un Allegro ma non troppo evocante lo stile del flamenco e costruito sulla ripetizione del tema principale: un rincorrersi staccato di semicrome in cui il canto è affidato alla mano sinistra, mentre la mano destra vi alterna un pedale di re (poi anche di mi bemolle). Dal pianissimo iniziale, il brano si sviluppa ossessivamente in un lungo e incalzante crescendo, mentre man mano il pedale aggiunge la ribattuta della nota all'ottava alta e le semicrome accentate in battere cedono il posto a violenti accordi più acuti. Raggiunto l'apice, il tema si scioglie in un diminuendo poco a poco fino all'ampio arpeggio finale in re maggiore. Il secondo tempo è una copla dal carattere ora pacato (cantando largamente ma dolce) ora danzante che sul finire presenta due richiami: prima all'andamento iniziale del brano, poi all'incipit del tempo II. Essi preludono alla ripresa brusca, subito dopo, del tempo I, che viene ripetuto identico fino al termine. Segue stavolta una breve coda, lenta e dolce, che non rinuncia però a un fugace, sommesso accenno di ripresa del tema prima di spegnersi sordamente nelle due gravi toniche conclusive.

## Successo, arrangiamenti e reinterpretazioni
Brano caratteristico e suggestivo, Asturias è una delle composizioni più popolari del maestro catalano. Originariamente scritto per pianoforte, il pezzo ha acquisito fama internazionale grazie alle trascrizioni per chitarra, tra cui spicca quella di Andrés Segovia, che ne ha evidenziato l'affinità con il flamenco andaluso e quella del chitarrista cubano Manuel Barrueco. Il direttore d'orchestra spagnolo Rafael Frühbeck de Burgos ha orchestrato l'intera Suite española, inclusa Asturias, creando una versione sinfonica che ha ampliato la diffusione del brano nei concerti orchestrali. Nel 2015, il violista italiano Marco Misciagna ha realizzato una trascrizione per viola sola di Asturias, inclusa nella raccolta Viola Virtuosa: Four Solo Transcriptions From Spain. Questa versione adatta le tecniche chitarristiche al linguaggio dell'arco, mantenendo l'intensità e il virtuosismo dell'originale.
La melodia principale di Asturias ha ispirato numerosi artisti oltre i confini della musica classica. Il chitarrista Robby Krieger dei The Doors ha incorporato il tema nell'introduzione della canzone Spanish Caravan (1968), arricchita nelle esecuzioni dal vivo dall'organo di Ray Manzarek. La cantante Elley Duhé ha basato la sua canzone Middle of the Night (2019) sulla melodia di Asturias. Anche gruppi come Iron Maiden e Children of Bodom hanno citato il brano in alcune loro composizioni.
Asturias è stata utilizzata anche in diverse colonne sonore cinematografiche, tra cui Mirrors (2008) e Vicky Cristina Barcelona (2008), e ha ispirato reinterpretazioni in vari generi musicali, confermando la sua versatilità e il suo impatto duraturo nella cultura musicale globale.